# Италијанска Либија
Либија (итал. Libia; Арапски: ليبيا الايطالية), понекад и Италијанска Либија или Италијанска северна Африка, била је колонија фашистичке Италије у Африци на територије данашње Државе Либије. Створена је 1934. након уједињења Италијанске Триполитаније и Киренајке, које су такође биле италијанске колоније још од 1911.